# Hans Schepers
Hans Schepers (Hamm, 26 marzo 1930 – Hamm, 2 gennaio 2012) è stato un pallanuotista, allenatore di pallanuoto e nuotatore tedesco.
Ha fatto parte della Squadra Unificata Tedesca ai Giochi di Roma 1960 e come allenatore, della Germania Ovest ai Giochi di Monaco di Baviera 1972.
Ha anche gareggiato, come nuotatore, tra il 1963 e il 1965 nei campionati tedeschi di stile libero.